# Delo
Delo (česky Práce) je jeden z nejprodávanějších slovinských deníků. Noviny začaly vycházet v roce 1959.

## Historie a současnost
Delo vzniklo v roce 1959 sloučením deníků Ljudska pravica a Slovenski poročevalec. První výtisk novin vyšel 1. května 1959. V roce 1967 začaly noviny vycházet v šesti regionálních vydáních a ve stejném roce začala vycházet také Sobotna priloga. V únoru 1991 byla do obchodního rejstříku zapsána společnost Delo, časopisno-založniško podjetje, d. o. o. Kromě vydávání novin se společnost věnovala také činnosti reklamní agentury. V roce 1991 začaly také vycházet první slovinské bulvární noviny Slovenske novice, které jsou dnes nejčtenějším slovinským deníkem.

## Osm příloh
- Mag (Politický týdeník) – každé pondělí, o politice
- FT (Finanční týdeník) – každé pondělí, o hospodářství a financích
- Ona – každé úterý, obsah zaměřen na ženy
- Delo in dom – každou středu, domácí práce
- Polet – každý čtvrtek, rekreace a volný čas
- Vikend – každý pátek, televizní program
- Sobotna priloga – každou sobotu, současné politické, vědecké a kulturní události
- Nedelo – každou neděli, zajímavosti, zábava a rekreace

Většinovým společníkem Delo, časopisno-založniško podjetje, d. o. o.  je Pivovar Laško.